# Alert: Missing Persons Unit
Alert: Missing Persons Unit es una serie de televisión de drama criminal y procedimental estadounidense creada por John Eisendrath y Jamie Foxx. Se estrenó a través de Fox el 8 de enero de 2023. En mayo de 2024, la serie fue renovada para una tercera temporada, que se estrenó el 25 de marzo de 2025. En junio de 2025, la serie fue cancelada tras tres temporadas.

## Premisa
Jason Grant y Nikki Batista investigan casos para la Unidad de Personas Desaparecidas (MPU) del Departamento de Policía de Filadelfia mientras intentan descubrir la verdad sobre su hijo desaparecido.

## Reparto

### Principales
- Scott Caan como Jason Grant
- Dania Ramirez como Nikki Batista
- Ryan Broussard como Mike Sherman
- Adeola Role como Detective Kemi Adebayo
- Graham Verchere como Lucas Hadley (temporada 1)
- Alisha-Marie Ahamed como Wayne Pascal (temporadas 2−3)

### Recurrentes
- Fivel Stewart como Sidney Grant (temporada 1; invitada temporadas 2–3)
- Petey Gibson como C Hemingway (temporada 1; invitado temporadas 2–3)
- Elana Dunkelman como Rachel (temporada 1)

### Invitados
- Bre Blair como June Butler (temporada 1)

## Episodios
| Temporada | Temporada | Episodios | Episodios | Emisión original    | Emisión original      |
| Temporada | Temporada | Episodios | Episodios | Primera emisión     | Última emisión        |
| --------- | --------- | --------- | --------- | ------------------- | --------------------- |
|           | 1         | 10        | 10        | 8 de enero de 2023  | 27 de febrero de 2023 |
|           | 2         | 10        | 10        | 5 de marzo de 2024  | 14 de mayo de 2024    |
|           | 3         | 10        | 10        | 25 de marzo de 2025 | 27 de mayo de 2025    |

### Primera temporada (2023)
| N.º en serie | N.º en temp. | Título        | Dirigido por    | Escrito por                                                         | Fecha de emisión original | Audiencia (millones) |
| ------------ | ------------ | ------------- | --------------- | ------------------------------------------------------------------- | ------------------------- | -------------------- |
| 1            | 1            | «Chloe»       | Michael Offer   | Guion de: John Eisendrath Historia de: John Eisendrath y Jamie Foxx | 8 de enero de 2023        | 4.03                 |
| 2            | 2            | «Hugo»        | Michael Offer   | John Eisendrath y J.R. Orci                                         | 9 de enero de 2023        | 1.54                 |
| 3            | 3            | «Zoey»        | Diana Valentine | John Eisendrath                                                     | 16 de enero de 2023       | 1.52                 |
| 4            | 4            | «Andy»        | Diana Valentine | Justin Peacock                                                      | 23 de enero de 2023       | 2.00                 |
| 5            | 5            | «Miguel»      | Hernan Otaño    | John Eisendrath                                                     | 30 de enero de 2023       | 2.29                 |
| 6            | 6            | «Tim and Amy» | Hernan Otaño    | Katie Varney                                                        | 6 de febrero de 2023      | 1.77                 |
| 7            | 7            | «Shannon»     | Christine Moore | Kseniya Melnik                                                      | 13 de febrero de 2023     | 1.90                 |
| 8            | 8            | «Craig»       | Christine Moore | Alexander Vesha                                                     | 20 de febrero de 2023     | 2.01                 |
| 9            | 9            | «Briana»      | Adam Kane       | Kseniya Melnik                                                      | 27 de febrero de 2023     | 2.35                 |
| 10           | 10           | «Max»         | Adam Kane       | Katie Varney                                                        | 27 de febrero de 2023     | 2.35                 |

### Segunda temporada (2024)
| N.º en serie | N.º en temp. | Título                          | Dirigido por          | Escrito por                        | Fecha de emisión original | Audiencia (millones) |
| ------------ | ------------ | ------------------------------- | --------------------- | ---------------------------------- | ------------------------- | -------------------- |
| 11           | 1            | «Bus 447»                       | Brad Turner           | Carla Kettner                      | 5 de marzo de 2024        | 1.54                 |
| 12           | 2            | «Benjamin Franklin»             | David Solomon         | Brandon Margolis y Brandon Sonnier | 12 de marzo de 2024       | 1.22                 |
| 13           | 3            | «Gemma & Isabel»                | Robert Duncan McNeill | Jon Cowan                          | 19 de marzo de 2024       | 1.17                 |
| 14           | 4            | «Maya»                          | Sarah Pia Anderson    | Sean Hennen                        | 26 de marzo de 2024       | 1.04                 |
| 15           | 5            | «Ms. Patty»                     | Oz Scott              | Danielle Iman                      | 2 de abril de 2024        | 1.08                 |
| 16           | 6            | «Jedidiah & Lucy»               | Marisol Adler         | C. Quintana                        | 9 de abril de 2024        | 1.00                 |
| 17           | 7            | «@Kyra»                         | Erin Feeley           | Estevan                            | 16 de abril de 2024       | 1.19                 |
| 18           | 8            | «Alexi»                         | Sudz Sutherland       | Brandon Margolis                   | 30 de abril de 2024       | 1.20                 |
| 19           | 9            | «Paul Miller»                   | Stephanie Marquardt   | Brandon Sonnier                    | 7 de mayo de 2024         | 1.00                 |
| 20           | 10           | «Federal Prisoner #07198F-068P» | David Grossman        | Jon Cowan                          | 14 de mayo de 2024        | 1.00                 |

### Tercera temporada (2025)
| N.º en serie | N.º en temp. | Título                                   | Dirigido por    | Escrito por                     | Fecha de emisión original | Audiencia (millones) |
| ------------ | ------------ | ---------------------------------------- | --------------- | ------------------------------- | ------------------------- | -------------------- |
| 21           | 1            | «Bella, Genevieve, Amelia, Tally & Kate» | Randy Zisk      | Remy Solomon y Carla Kettner    | 25 de marzo de 2025       | 1.35                 |
| 22           | 2            | «Badge #41870»                           | David Grossman  | Sean Hennen                     | 1 de abril de 2025        | 1.04                 |
| 23           | 3            | «Lay»                                    | Antonio Negret  | Carol Bass y Brandon Margolis   | 8 de abril de 2025        | 1.04                 |
| 24           | 4            | «Sophie»                                 | David Solomon   | Dania Bennett y Brandon Sonnier | 15 de abril de 2025       | 1.07                 |
| 25           | 5            | «Violet»                                 | Shannon Kohli   | Danielle Iman                   | 22 de abril de 2025       | 0.97                 |
| 26           | 6            | «Lillian»                                | Brad Turner     | C. Quintana y Sean Hennen       | 29 de abril de 2025       | 1.05                 |
| 27           | 7            | «April»                                  | Marisol Adler   | Jon Cowan                       | 6 de mayo de 2025         | 0.89                 |
| 28           | 8            | «Carmen»                                 | Sudz Sutherland | Brandon Margolis                | 13 de mayo de 2025        | 0.90                 |
| 29           | 9            | «Burt»                                   | Brandon Sonnier | Brandon Sonnier y Estevan       | 20 de mayo de 2025        | 1.01                 |
| 30           | 10           | «Chase»                                  | Brad Turner     | Remy Solomon y Carla Kettner    | 27 de mayo de 2025        | 1.18                 |

## Producción

### Desarrollo
En marzo de 2022, se anunció que John Eisendrath y Sony Pictures Television tenían Alert en desarrollo en Fox con un compromiso de guion, formato y guion de apoyo más penalización. En mayo de ese año, se anunció que Fox había dado una orden directa a la serie con Eisendrath como showrunner y productor ejecutivo junto a Jamie Foxx y Datari Turner. El 24 de marzo de 2023, Fox renovó la serie para una segunda temporada. La segunda temporada se estrenó el 5 de marzo de 2024. El 10 de mayo de 2024, Fox renovó la serie para una tercera temporada. La tercera temporada se estrenó el 25 de marzo de 2025. El 6 de junio de 2025, Fox canceló la serie tras tres temporadas.

### Selección de reparto
En agosto de 2022, se anunció que Dania Ramírez y Scott Caan habían sido elegidos como los protagonistas de la serie. En octubre de 2022, Adeola Role, Ryan Broussard y Graham Verchere se unieron al reparto principal. En noviembre de 2022, Petey Gibson, Fivel Stewart y Bre Blair se unieron al reparto en papeles recurrentes.

## Recepción

### Críticas
En Rotten Tomatoes la serie tiene un índice de aprobación del 33%, basado en 6 reseñas, con una calificación promedio de 7/10. En Metacritic, tiene puntaje promedio ponderado de 48 sobre 100, basada en 6 reseñas, lo que indica «reseñas mixtas o medias».

### Audiencias

#### Temporada 1
| N.º | Título        | Fecha de emisión      | ÍA (18–49) | Audiencia (millones) | DVR (18–49) | Audiencia DVR (millones) | Total (18–49) | Audiencia total (millones) |
| --- | ------------- | --------------------- | ---------- | -------------------- | ----------- | ------------------------ | ------------- | -------------------------- |
| 1   | «Chloe»       | 8 de enero de 2023    | 0.9        | 4.03                 | 0.2         | 1.43                     | 1.1           | 5.46                       |
| 2   | «Hugo»        | 9 de enero de 2023    | 0.2        | 1.54                 | 0.2         | 1.59                     | 0.4           | 3.13                       |
| 3   | «Zoey»        | 16 de enero de 2023   | 0.2        | 1.52                 | 0.2         | 1.54                     | 0.4           | 3.05                       |
| 4   | «Andy»        | 23 de enero de 2023   | 0.3        | 2.00                 | —           | —                        | —             | —                          |
| 5   | «Miguel»      | 30 de enero de 2023   | 0.3        | 2.29                 | —           | —                        | —             | —                          |
| 6   | «Tim and Amy» | 6 de febrero de 2023  | 0.3        | 1.77                 | —           | —                        | —             | —                          |
| 7   | «Shannon»     | 13 de febrero de 2023 | 0.3        | 1.90                 | —           | —                        | —             | —                          |
| 8   | «Craig»       | 20 de febrero de 2023 | 0.3        | 2.01                 | —           | —                        | —             | —                          |
| 9   | «Briana»      | 27 de febrero de 2023 | 0.2        | 2.35                 | —           | —                        | —             | —                          |
| 10  | «Max»         | 27 de febrero de 2023 | 0.2        | 2.35                 | —           | —                        | —             | —                          |

#### Temporada 2
| N.º | Título                          | Fecha de emisión    | ÍA (18–49) | Audiencia (millones) | DVR (18–49) | Audiencia DVR (millones) | Total (18–49) | Audiencia total (millones) |
| --- | ------------------------------- | ------------------- | ---------- | -------------------- | ----------- | ------------------------ | ------------- | -------------------------- |
| 1   | «Bus 447»                       | 5 de marzo de 2024  | 0.2        | 1.54                 | —           | —                        | —             | —                          |
| 2   | «Benjamin Franklin»             | 12 de marzo de 2024 | 0.2        | 1.22                 | —           | —                        | —             | —                          |
| 3   | «Gemma & Isabel»                | 19 de marzo de 2024 | 0.1        | 1.17                 | 0.1         | 1.43                     | 0.3           | 2.59                       |
| 4   | «Maya»                          | 26 de marzo de 2024 | 0.2        | 1.04                 | 0.1         | 1.39                     | 0.2           | 2.43                       |
| 5   | «Ms. Patty»                     | 2 de abril de 2024  | 0.2        | 1.08                 | 0.1         | 1.39                     | 0.3           | 2.46                       |
| 6   | «Jedidiah & Lucy»               | 9 de abril de 2024  | 0.1        | 1.00                 | 0.1         | 1.38                     | 0.2           | 2.38                       |
| 7   | «@Kyra»                         | 16 de abril de 2024 | 0.2        | 1.19                 | 0.1         | 1.25                     | 0.3           | 2.45                       |
| 8   | «Alexi»                         | 30 de abril de 2024 | 0.1        | 1.20                 | 0.1         | 1.33                     | 0.3           | 2.53                       |
| 9   | «Paul Miller»                   | 7 de mayo de 2024   | 0.1        | 1.00                 | 0.1         | 1.10                     | 0.2           | 2.07                       |
| 10  | «Federal Prisoner #07198F-068P» | 14 de mayo de 2024  | 0.1        | 1.00                 | 0.1         | 1.13                     | 0.2           | 2.12                       |

#### Temporada 3
| N.º | Título                                   | Fecha de emisión    | ÍA (18–49) | Audiencia (millones) | DVR (18–49) | Audiencia DVR (millones) | Total (18–49) | Audiencia total (millones) |
| --- | ---------------------------------------- | ------------------- | ---------- | -------------------- | ----------- | ------------------------ | ------------- | -------------------------- |
| 1   | «Bella, Genevieve, Amelia, Tally & Kate» | 25 de marzo de 2025 | 0.2        | 1.35                 | —           | —                        | —             | —                          |
| 2   | «Badge #41870»                           | 1 de abril de 2025  | 0.1        | 1.04                 | —           | —                        | —             | —                          |
| 3   | «Lay»                                    | 8 de abril de 2025  | 0.2        | 1.04                 | —           | —                        | —             | —                          |
| 4   | «Sophie»                                 | 15 de abril de 2025 | 0.1        | 1.07                 | —           | —                        | —             | —                          |
| 5   | «Violet»                                 | 22 de abril de 2025 | 0.1        | 0.97                 | —           | —                        | —             | —                          |
| 6   | «Lillian»                                | 29 de abril de 2025 | 0.1        | 1.05                 | —           | —                        | —             | —                          |
| 7   | «April»                                  | 6 de mayo de 2025   | 0.1        | 0.89                 | —           | —                        | —             | —                          |
| 8   | «Carmen»                                 | 13 de mayo de 2025  | 0.1        | 0.90                 | —           | —                        | —             | —                          |
| 9   | «Burt»                                   | 20 de mayo de 2025  | 0.1        | 1.01                 | —           | —                        | —             | —                          |
| 10  | «Chase»                                  | 27 de mayo de 2025  | 0.2        | 1.18                 | —           | —                        | —             | —                          |